# Rodelen op de Olympische Winterspelen 1964
Rodelen is een van de olympische sporten die beoefend werden tijdens de Olympische Winterspelen 1964 in Innsbruck, Oostenrijk. Alle drie de onderdelen stonden voor het eerst op het programma.
Een week voor de start van de Spelen kwam tijdens een training op de olympische rodelbaan de Britse rodelaar Kazimierz Skyszpeski om het leven.

## Mannen
| rang   | sporter(s)              | land | tijd    |
| ------ | ----------------------- | ---- | ------- |
| Goud   | Thomas Köhler           | EUA  | 3:26.77 |
| Zilver | Klaus-Michael Bonsack   | EUA  | 3:27.04 |
| Brons  | Hans Plenk              | EUA  | 3:30.15 |
| 4      | Rolf Greger Ström       | NOR  | 3:31.21 |
| 5      | Josef Feistmantl        | AUT  | 3:31.34 |
| 6      | Mieczysław Pawełkiewicz | POL  | 3:33.02 |
| 7      | Carlo Prinoth           | ITA  | 3:33.49 |
| 8      | Franz Tiefenbacher      | AUT  | 3:33.86 |

## Vrouwen

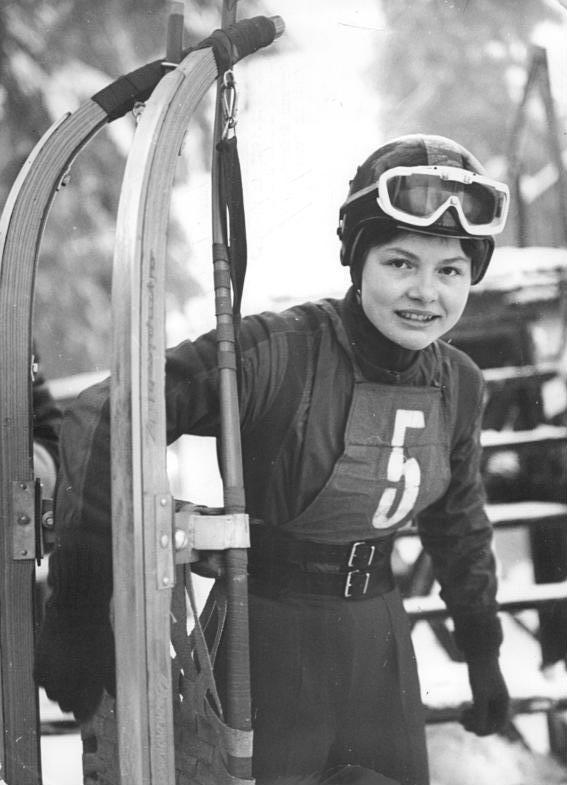
Ortrun Enderlein, winnares van de gouden medaille

| rang   | sporter(s)           | land | tijd    |
| ------ | -------------------- | ---- | ------- |
| Goud   | Ortrun Enderlein     | EUA  | 3:24.67 |
| Zilver | Ilse Geisler         | EUA  | 3:27.42 |
| Brons  | Helene Thurner       | AUT  | 3:29.06 |
| 4      | Irena Pawełczyk      | POL  | 3:30.52 |
| 5      | Barbara Gorgoń-Flont | POL  | 3:32.73 |
| 6      | Oldřiška Tylová      | TCH  | 3:32.76 |
| 7      | Friederike Matejka   | AUT  | 3:34.68 |
| 8      | Helena Macher        | POL  | 3:35.87 |

## Dubbel
| rang   | sporter(s)                            | land | tijd    |
| ------ | ------------------------------------- | ---- | ------- |
| Goud   | Josef Feistmantl Manfred Stengl       | AUT  | 1:42.62 |
| Zilver | Reinhold Senn Helmut Thaler           | AUT  | 1:41.91 |
| Brons  | Walter Außendorfer Sigisfredo Mair    | ITA  | 1:42.87 |
| 4      | Walter Eggert Helmut Vollprecht       | EUA  | 1:43.08 |
| 5      | Giampaolo Ambrosi Giovanni Graber     | ITA  | 1:43.77 |
| 5      | Lucjan Kudzia Ryszard Pędrak          | POL  | 1:43.77 |
| 7      | Edward Fender Mieczysław Pawełkiewicz | POL  | 1:45.13 |
| 8      | Jan Hamřik Jiří Hujer                 | TCH  | 1:45.41 |

## Medaillespiegel
| rang | land               | goud | zilver | brons | totaal |
| ---- | ------------------ | ---- | ------ | ----- | ------ |
| 1    | Duits eenheidsteam | 2    | 2      | 1     | 5      |
| 2    | Oostenrijk         | 1    | 1      | 1     | 3      |
| 3    | Italië             | 0    | 0      | 1     | 1      |
|      |                    | 3    | 3      | 3     | 9      |